# Lindweiler (Blankenheim)
Lindweiler ist der nördlichste Ortsteil der Gemeinde Blankenheim (Ahr) im Kreis Euskirchen in Nordrhein-Westfalen. 

## Lage
Der Ort liegt direkt östlich des benachbarten Ortsteils Rohr. Lindweiler hat keinen Durchgangsverkehr. Hinter dem Ort endet die Kreisstraße 79. Durch den Ort fließen der Armutsbach und der Wellbach.

## Geschichte
Lindweiler gehörte territorial und kirchlich zu Rohr und teilt von daher dessen überörtliche Geschichte.
Unweit des Ortes bestand 1944/45 eine Abschussrampe für die sogenannte V 1. Die Flugkörper waren auf Brüssel, Lüttich und Antwerpen ausgerichtet.
Am 1. Juli 1969 wurde Lindweiler nach Blankenheim eingemeindet.

## Sehenswürdigkeiten
Von der einstigen Burg Lindweiler sind seit dem Neubau der heutigen Hofanlage im Jahre 1846 keine Spuren mehr vorhanden. Einer der Kalköfen, die in der Rohrer Kalkmulde betrieben wurden, wurde 1988 als Industriedenkmal wieder in Betrieb genommen. Und 2014 zur 900-Jahr-Feier wurde der Kalkofen ein weiteres Mal gefeuert. 

## Verkehr
Die VRS-Buslinie 825 der RVK verbindet den Ort mit Rohr und Tondorf, überwiegend als TaxiBusPlus im Bedarfsverkehr. Abends sowie sonn- und feiertags verkehrt die Linie 825 nach Blankenheim.
| Linie | Verlauf |
| ----- | --- |
| 825   | MiKE (außer im Schülerverkehr): (Blankenheim – Mülheim) / Tondorf – Rohr – Lindweiler (– Rohr → Lommersdorf / ← Freilingen) |